# Arnoldas Kulboka
Arnoldas Kulboka (Marijampolė, 4 de enero de 1998) es un baloncestista lituano que pertenece a la plantilla del BC Wolves de la LKL lituana. Con 2,05 metros de estatura, juega en la posición de ala-pívot.

## Trayectoria deportiva
Kubolka se formó en la cantera del Žalgiris Kaunas de su país, hasta que en agosto de 2015, firmó un contrato de 5 años por el Brose Bamberg.
Alternaría durante dos temporadas (2015-2016 y 2016-2017), participando con el Brose Baskets en los entrenamientos, pero manteniendo la doble licencia para jugar también con el Baunach Young Pikes en la ProA.
Tras su inscripción al draft de la NBA 2017, debutaría el 1 de mayo de 2017, donde el Brose Bamberg vencería 61–74 al Science City Jena, con una anotación de 13 puntos y 5 rebotes por parte del jugador.
El 14 de julio de 2017 firmó con la Orlandina Basket de la Serie A italiana en calidad de cedido. Al final de la temporada 2017-18, tras el descenso de categoría del equipo siciliano, regresó a la disciplina del Brose Bamberg.
Tras disputar la NBA Summer League de 2019 con los Charlotte Hornets, firmó con el Bilbao Basket por una temporada.
El 3 de agosto de 2021 firmó un contrato dual con los Charlotte Hornets, que le permite jugar en su filial de la G League, los Greensboro Swarm.
El 5 de julio de 2022 firmó por una temporada con el Promitheas Patras B.C. de la A1 Ethniki griega. En la primera jornada de la Eurocup 2022-23 fue elegido jugador de la semana, tras lograr un doble-doble, 18 puntos y 11 rebotes, ante el Dolomiti Energia Trento.
El 21 de julio de 2023 firmó con el BC Prometey de la Liga de baloncesto de Letonia-Estonia.
El 8 de agosto de 2024 firmó con BC Wolves de la LKL lituana y la Eurocup.

### Selección nacional
Fue internacional en las categorías inferiores de la selección de baloncesto de Lituania, con las que conseguiría la medalla de plata en el Europeo Sub-18 de Turquía de 2016 y, el año anterior, la medalla de bronce en el Europeo Sub-18 de Grecia de 2015.

## Estadísticas de su carrera en la NBA

### Temporada regular
| Año     | Equipo    | PJ | PT | MPP | %TC  | %3P  | %TL | RPP | APP | ROB | TPP | PPP |
| ------- | --------- | -- | -- | --- | ---- | ---- | --- | --- | --- | --- | --- | --- |
| 2021-22 | Charlotte | 2  | 0  | 2.5 | .000 | .000 | -   | .0  | .0  | .0  | .0  | .0  |
| Total   | Total     | 2  | 0  | 2.5 | .000 | .000 | -   | .0  | .0  | .0  | .0  | .0  |